# Taormina Arte Award
Il "Taormina Arte Award" è un premio cinematografico che viene assegnato dal 2003 nell'ambito del Taormina Film Fest che si svolge a Taormina in Sicilia la seconda settimana di giugno.  Lo stesso premio dal 2000 al 2002 era chiamato "Diamond Awards".
Precedentemente, nell'ambito della rassegna nata nel 1955, i premi sono stati: l'"Arancia d'oro"  consegnata alla miglior attrice esordiente dell'anno; Il "Gran premio delle nazioni" consegnato al miglior film e in seguito il "Cariddi d'oro", d'argento e di bronzo, assegnati ai migliori tre film partecipanti alla rassegna. Le "Maschere di Polifemo" (d'oro, d'argento e di bronzo) assegnati invece alle migliori interpretazioni.
Nella cornice del Teatro Antico durante il festival negli anni settanta e ottanta è stato consegnato anche il prestigioso premio "David di Donatello". Dal 2012 il "Cariddi" è consegnato a un attore, autore, professionista del cinema internazionale la cui carriera rappresenti un percorso particolarmente significativo, e prestigioso, per l'orizzonte del cinema contemporaneo.

## Arancia d'oro alla miglior attrice

### 1961-1969
- 1961
  - Claudia Cardinale
- 1962
  - Catherine Spaak
- 1963
  - Daniela Rocca
- 1964
  - Virna Lisi
- 1965
  - Monica Vitti
- 1966
  - Sandra Milo
- 1967
  - Katia Moguy
- 1968
  - Maria Grazia Buccella
- 1969
  - Sylva Koscina

### 1970-1979
- 1970
  - Edwige Fenech
- 1971
  - Carole André
- 1972
  - Ewa Aulin
- 1973
  - Zeudi Araya
- 1974
  - Eleonora Giorgi
- 1975
  - Ira von Fürstenberg
- 1976
  - Gloria Guida
- 1977
  - Monica Guerritore
- 1978
  - Antonella Interlenghi
- 1979
  - Non assegnato

## Cariddi d'oro al miglior film
- 1962
  - Anima nera (Roberto Rossellini)
- 1970
  - Non si uccidono così anche i cavalli? (Sydney Pollack)
- 1971
  - Billy Jack: Tom Laughlin
- 1972
  - Shinken shobu: Tomu Uchida
- 1973
  - Forró vizet a kopaszra!: Péter Bacsó
- 1974
  - Le farò da padre: Alberto Lattuada
- 1975
  - Domenica, troppo lontano: Ken Hannam
- 1976
  - Picnic ad Hanging Rock (Peter Weir)
- 1977
  - L'une chante, l'autre pas: Agnès Varda
- 1978
  - Nel regno di Napoli: Werner Schroeter
- 1980
  - The Blood of Hussain: Jamil Dehlavi
- 1981
  - Ticket to Heaven (film): Ralph L. Thomas
- 1982
  - Remembrance: Colin Gregg
- 1983
  - Another time, another place - Una storia d'amore: Michael Radford
- 1984
  - L'uomo perfetto: Tony Gatlif
- 1985
  - Osôshiki: Jūzō Itami
- 1986
  - L'uomo di cenere (Rīḥ as-sadd), regia di Nouri Bouzid
- 1987
  - Sotto il segno di Orione: Barry Barclay
- 1988
  - Espérame en el cielo: Antonio Mercero
- 1991
  - Dolce è la vita: Mike Leigh
- 1992
  - Nassereddin Shah, Actor-e Cinema: Mohsen Makhmalbaf
- 1993
  - Sonatine: Takeshi Kitano
- 1994
  - Golubinyj zvonar: Amir Karakulov
- 1998
  - Kichiku dai enkai: Kazuyoshi Kumakiri
- 1999
  - Petits frères: Jacques Doillon

### Cariddi alla carriera
- 1990
  - Vittorio Gassman
  - Nino Manfredi
  - Alberto Sordi
  - Ugo Tognazzi
  - Monica Vitti

## Maschera di Polifemo
- 1981
  - Lila Kedrova
- 1982
  - Richard Farnsworth
- 1983
  - Phyllis Logan
- 1984
  - Gunilla Nyroos (ex aequo)
  - Thommy Berggren
- 1985
  - Maggie Smith
- 1986
  - Tom Conti
- 1987
  - José Soriano
- 1991
  - Alison Steadman (ex aequo)
  - Jim Broadbent
  - Claire Skinner
  - Jane Horrocks

### Premio migliori interpreti
- 1997

#### Attori
- David Douch, L'età inquieta:  (ex aequo)
- Aaron Eckhart, Nella società degli uomini:  (ex aequo)

#### Attrici
- Stacy Edwards, Nella società degli uomini (ex aequo)
- Molly Parker, Kissed (ex aequo)

## Diamond Awards

### 2000
- Jane Campion
- Liam Neeson
- Melanie Griffith
- Norman Jewison
- Peter Weir
- Stephen Frears
- Tom Cruise
- Tonino Guerra
- Darrel Roodt

### 2001
- Ettore Scola
- Alberto Sordi
- Giancarlo Giannini
- Gillo Pontecorvo
- Gina Lollobrigida
- Jennifer Jason Leigh
- Miriam Makeba
- Vittorio Storaro

### 2002
- Ennio Morricone
- Greta Scacchi
- Hugh Grant
- Isabelle Huppert
- Laura Morante
- Mike Leigh
- Stefania Sandrelli
- Willem Dafoe

## Taormina Arte Award

### 2003
- Joel Schumacher
- Jeanne Moreau
- Mariangela Melato
- Marisa Paredes
- Miklós Jancsó
- Nino Manfredi
- Ornella Muti
- Robert Duvall

### 2004
- Angelica Huston
- Antonio Banderas
- Francesco Rosi
- Judi Dench
- Luigi Magni
- Margarethe von Trotta
- Michael Douglas
- Mira Sorvino

### 2005
- Andie MacDowell
- Bob Rafelson
- Charlotte Rampling
- Hugh Hudson
- Irene Papas
- Malcolm McDowell
- Victoria Abril
- Virna Lisi

### 2006
- Carlo Verdone
- Dante Ferretti
- Deepa Mehta
- Francesca Lo Schiavo
- Krzysztof Zanussi
- Luis Enrique Bacalov
- Valeria Golino

### 2007
- Youssra
- André Téchiné
- Giancarlo Giannini
- Giuseppe Tornatore
- Hanna Schygulla
- Margherita Buy
- Matt Dillon
- Michael Bay
- Terence Davies

### 2008
- Dean Tavoularis
- Geraldine Chaplin
- Paolo Villaggio
- Paul Schrader
- Tunnel Kurtiz

### 2009
- Catherine Deneuve
- Dominique Sanda
- Ezio Greggio
- Jessica Lange

### 2010
- Colin Firth
- Francesco Alliata
- Jafar Panahi
- Marco Bellocchio
- Robert De Niro

### 2011
- Monica Bellucci
- Oliver Stone
- Tarak Ben Ammar

### 2012
- Sophia Loren
- Terry Gilliam
- Carlo Verdone (Premio Cariddi)
- Ornella Muti (Premio Cariddi)
- Famiglia Castellitto (Premio Cariddi)
- Sean Penn e Don Rick Frechette (Humanitarian Taormina Award)

### 2013
- Russell Crowe
- Meg Ryan
- Jeremy Irons
- Giuseppe Tornatore (Premio Cariddi)
- Paola Cortellesi (Premio Cariddi)
- Alberto II di Monaco (Humanitarian Taormina Award)

### 2014
- Claudia Cardinale
- Paz Vega
- Jim Gianopulos
- Francesca Lo Schiavo (premio Cariddi)
- Dante Ferretti (premio Cariddi)
- Eva Longoria (Humanitarian Taormina Awars)

### 2015
- Krisha di Trey Edward Shults (TAO 61 al miglior film)
- Asia Argento
- Rupert Everett
- Richard Gere
- Giovanna Ralli (Taormina Arte Awrard alla carriera)
- Margherita Buy (premio Cariddi)
- Claudio Santamaria (premio Cariddi)
- Patricia Arquette (Bulgari Best Actress of the Year)
- Rosario Dawson (Humanitarian Taormina Award)

### 2016
- Desierto di Jonás Cuarón (Premio TAO 62 al miglior film)
- Alessandro Preziosi (Clifton Taormina Award)
- Miguel Bosé (Taormina Arte Award)
- Marco Giallini  (premio Cariddi)
- Fabio De Luigi (premio Cariddi)
- Jerry Calà (premio Cariddi)

### 2017
- Isabella Ragonese (Taormina Arte Award)

### 2018
- "Leave no race" di Debra Granik  (migliore sceneggiatura)
- Alberto Mica  ( migliore attore)
- Leven Rambin (miglior attrice)
- Lorena Luciano e Filippo Piscopo per il film “Will be caos” (miglior regia)
- "Once upon a Time in November" di Andrzej Jakimovski (miglior film)[1]

### 2019
- Nicole Kidman (Taormina Arte Award)[2]